# Фридрих Вилхелм (Хесен-Касел)
Фридрих Вилхелм Георг Адолф фон Хесен-Касел (на немски: Friedrich Wilhelm Georg Adolf Landgraf von Hessen-Kassel; * 26 ноември 1820 в Касел; † 14 октомври 1884 във Франкфурт на Майн) е от 1867 г. ландграф на Хесен-Касел-Румпенхайм и от 1875 г. на Хесен-Касел, също генерал на Курфюрство Хесен и на Прусия.
Той е единственият син на ландграф Вилхелм фон Хесен-Касел-Румпенхайм (1784 – 1854) и съпругата принцеса Луиза Шарлота Датска (1789 – 1864), дъщеря на наследствен принц Фридрих Датски (1753 – 1805) и херцогиня София Фредерика фон Мекленбург (1758 – 1794). Майка му Луиза Шарлота е внучка на датския крал Фредерик V и сестра на крал Кристиан VIII от Дания.
Фридрих Вилхелм е през 1840-те години датски офицер и един от кандидатите за трона, но през 1851 г. се отказва от правата си в полза на сестра си Луиза (1817 – 1898), омъжена 1842 г. за херцог Кристиан фон Шлезвиг-Холщайн-Зондербург-Глюксбург (1818 – 1906), по-късно датски крал Кристиан IV.
Фриц, както го наричат родителите му, пристига в Санкт Петербург като кандидат-годеник на Олга Николаевна, дъщеря на руския цар Николай I (1796 – 1855) и принцеса Фридерика Луиза Шарлота Вилхелмина Пруска/Александра Фьодоровна. Той обаче се влюбва в нейната по-малка сестра Александра Николаевна, за която се жени на 28 януари 1844 г. в Санкт Петербург. Малко след сватбата Александра се разболява от туберкулоза и умира при преждевременно раждане.
След девет години, на 26 май 1853 г. в Шарлотенбург, Фридрих Вилхелм се жени за първата братовчедка на Александра, принцеса Мария Анна Фридерика.
Фридрих Вилхелм прекарва почти целия си живот в Дания, но през 1875 г., когато водещият клон на фамилията Хесен-Касел измира, той се установява в Северна Германия, където родът притежава много земи.
Фридрих Вилхелм умира на 63 години на 14 октомври 1884 г. във Франкфурт на Майн.

## Фамилия
Фридрих Вилхелм фон Хесен-Касел се жени на 28 януари 1844 г. в Санкт Петербург за велика княгиня Александра Николаевна Романова (* 24 юни 1825; † 10 август 1844 в Царско село), дъщеря на руския цар Николай I (1796 – 1855) и принцеса Фридерика Луиза Шарлота Вилхелмина Пруска (1798 – 1860). Тя е сестра на цар Александър II (1818 – 1881). Александра умира на 19 години в Царско село след преждевременно раждане на един син, който умира същия ден малко след раждането му.
- Вилхелм Вилхелм фон Хесен-Касел (*/† 10 август 1844 в Царско село)

Фридрих Вилхелм фон Хесен-Касел се жени втори път на 26 май 1853 г. в дворец Шарлотенбург при Берлин за принцеса Мария Анна Фридерика Пруска (* 17 май 1836, Берлин; † 12 юни 1918, Франкфурт на Майн), дъщеря на принц Карл Пруски (1801 – 1883) и принцеса Мария фон Саксония-Ваймар-Айзенах (1808 – 1877). Те имат шест деца:
- Фридрих Вилхелм Николаус Карл фон Хесен-Касел (* 15 октомври 1854, Копенхаген; † 14 октомври 1888), удавен по пътя за Батавия-Сингапур, неженен
- Елизабет Шарлота Александра Мария Луиза фон Хесен-Касел (* 13 юни 1861, Копенхаген; † 7 януари 1955, Десау), омъжена на 26 май 1884 г. във Филипсруе близо до Ханау за наследствен принц Леополд Фридрих Франц Ернст фон Анхалт-Десау (* 18 юли 1855, Десау; † 2 февруари 1886, Кан)
- Александер Фридрих Вилхелм Албрехт Георг фон Хесен-Касел (* 25 януари 1863, Копенхаген; † 26 март 1945, Фронхаузен ан дер Лан), женен на 25 март 1925 г. във Франкфурт на Майн за фрайин Гизела Щокхорнер фон Щарайн (* 17 януари 1884, Манхайм; † 22 юни 1965, Фрайбург им Брайзгау), няма деца
- Фридрих Карл Лудвиг Константин фон Хесен-Касел (* 1 май 1868, дворец Панкер, Холщайн; † 28 май 1940, Касел), 1918 г. номинален крал на Финландия, женен на 25 януари 1893 г. в Берлин за принцеса Маргарета Беатриса Феодора Пруска (* 22 април 1872, Потсдам; † 22 януари 1954, Шьонбург до Кронберг, Таунус), има шест сина
- Марие-Поликсена Олга Виктория Дагмар Анна фон Хесен-Касел (* 29 април 1872, Панкер; † 16 август 1882, Кил)
- Сибила Маргерита Маргарета Криста Тира Хедвиг Катерина фон Хесен-Касел (* 3 юни 1877, дворец Панкер; † 11 февруари 1953, Висбаден), омъжена на 3 септември 1898 г. във Франкфурт на Майн за фрайхер Фридрих Александер Хенри Роберт Карл Алберт фон Финке (* 24 юли 1867, Цеезен; † 31 декември 1925, Висбаден)